# SNX22
SNX22 (англ. Sorting nexin 22) – білок, який кодується однойменним геном, розташованим у людей на 15-й хромосомі. Довжина поліпептидного ланцюга білка становить 193 амінокислот, а молекулярна маса — 22 068.
| 10         |  | 20         |  | 30         |  | 40         |  | 50         |
| ---------- |  | ---------- |  | ---------- |  | ---------- |  | ---------- |
| MLEVHIPSVG |  | PEAEGPRQSP |  | EKSHMVFRVE |  | VLCSGRRHTV |  | PRRYSEFHAL |
| HKRIKKLYKV |  | PDFPSKRLPN |  | WRTRGLEQRR |  | QGLEAYIQGI |  | LYLNQEVPKE |
| LLEFLRLRHF |  | PTDPKASNWG |  | TLREFLPGDS |  | SSQQHQRPVL |  | SFHVDPYVCN |
| PSPESLPNVV |  | VNGVLQGLYS |  | FSISPDKAQP |  | KAACHPAPLP |  | PMP        |

A: Аланін

C: Цистеїн

D: Аспарагінова кислота

E: Глутамінова кислота

F: Фенілаланін

G: Гліцин

H: Гістидин

I: Ізолейцин

K: Лізин

L: Лейцин

M: Метіонін

N: Аспарагін

P: Пролін

Q: Глутамін

R: Аргінін

S: Серин

T: Треонін

V: Валін

W: Триптофан

Задіяний у таких біологічних процесах, як транспорт, транспорт білків, альтернативний сплайсинг. 
Білок має сайт для зв'язування з ліпідами. 
Локалізований у мембрані, цитоплазматичних везикулах.